# Frauenselbsthilfe nach Krebs e. V.
Die Frauenselbsthilfe Krebs e. V. (FSH) ist eine deutsche Patientenorganisation mit dem Zweck, Menschen mit der Diagnose Krebs aufzufangen, zu informieren und zu begleiten. Die FSH verfügt bundesweit über ein dichtes Netz an regionalen Gruppen, über ein Forum im Internet, eine Telefonberatung und über Netzwerkangebote für junge, an Krebs erkrankte Frauen sowie Männer mit Brustkrebs.
Die Deutsche Krebshilfe ist Schirmherrin der FSH und fördert den gemeinnützigen Verein im Rahmen der partnerschaftlichen Zusammenarbeit, um das Versorgungsnetz für krebskranke Bürger in der Bundesrepublik zu verbessern. Die FSH ist Mitglied in der Bundesarbeitsgemeinschaft Selbsthilfe e. V. (BAG), in der Deutschen Arbeitsgemeinschaft Selbsthilfegruppen e. V. sowie im Paritätischen Wohlfahrtsverband e. V.

## Geschichte
Die Frauenselbsthilfe Krebs e. V. wurde 1976 auf Initiative von Ulla Schmidt und 15 weiteren Frauen, die an Brustkrebs erkrankt waren, gegründet. Sie fühlten sich mit dem Schock der Diagnose und den Therapiefolgen allein gelassen. Ihr Anliegen war es, die Situation für Brustkrebspatientinnen zu verbessern und das Thema Krebs im Sinne der Ärztin Mildred Scheel aus der Tabuzone zu holen. Sie handelten nach dem Motto: „Auffangen – Informieren – Begleiten“, das für die FSH seither weiter gilt.
Als bereits 1979 die Frauenselbsthilfe Krebs e. V. zu einer Organisation mit fünf Landesverbänden und 90 Gruppen angewachsen war, begann die Deutsche Krebshilfe mit der finanzielle Förderung durch Spendengelder. Es wurden neue Landesverbände und zahlreiche weitere Gruppen gegründet. So werden im Jahresdurchschnitt über 35.000 Krebskranke mit Auskunft, Beratung und Sachinformationen betreut.
Im Jahr 2010 ging aus einer im August 2008 entstandenen Gruppe der FSH das BRCA-Netzwerk hervor, das sich dem familiären („erblichen“) Brustkrebs und Eierstockkrebs – verursacht insbesondere durch die Gene BRCA1 und BRCA2 – widmet.

## Vorstand und Mitgliedschaft
Der Bundesvorstand wird jeweils für vier Jahre gewählt und arbeitet ehrenamtlich.
Für Betroffene sind die Angebote der Frauenselbsthilfe Krebs e. V. kostenfrei. Jede an Krebs Erkrankte oder deren Angehörige können eine FSH-Selbsthilfegruppe kontaktieren, unabhängig von Alter, Geschlecht und Art der Krebserkrankung. Dafür müssen sie weder Mitglied in der FSH sein noch werden. Die Gruppenleitung wird alle vier Jahre von den Gruppenteilnehmerinnen gewählt.

## Finanzierung
Die finanzielle Grundlage der Frauenselbsthilfe Krebs e. V. besteht im Wesentlichen aus Zuwendungen durch Drittmittel. Zentral ist dabei die Förderung durch die Deutsche Krebshilfe. Auch die Krankenkassen und die öffentliche Hand fördern die FSH finanziell. Um Unabhängigkeit und Neutralität im Interesse Krebskranker zu bewahren, werden Spenden oder Sponsoring-Angebote von Wirtschaftsunternehmen, insbesondere der Pharmaindustrie, von der FSH nicht angenommen.

## Hilfe für Männer mit Brustkrebs
Da eine Brustkrebserkrankung bei Männern selten auftritt und es wenig Betroffene gibt, hat die FSH im Jahr 2010 ein Netzwerk für Männer mit Brustkrebs gegründet, um die wenigen Betroffenen untereinander zu vernetzen und sich für ihre Belange einzusetzen. Das Netzwerk ist seit 2014 ein eingetragener Verein unter dem Dach der FSH.

## Informationsarbeit
Ergänzend zur überregionalen Beratungsarbeit leistet die FSH schriftliche Informationsarbeit. Die Broschüren und Faltblätter können kostenlos bestellt oder auf der FSH-Website abgerufen werden. Dies gilt auch für das Magazin „perspektive“ der Frauenselbsthilfe. Es erscheint viermal im Jahr. Ein wesentlicher Teil des Heftes umfasst Hintergrundinformationen zum Thema Krebs und Tipps für Betroffene. Außerdem wird über Entwicklungen im medizinisch-pflegerischen Bereich und in der Gesundheitspolitik berichtet.